# موا
الموة أو الموا
طائر الموا العملاق، له عدة اسماء اخرى مثل "بجع الموت"، " ابو مركوب"، وهو طائر نادر وغريب الشكل وله تسعة أنواع، وهو من الطيور التي لا تطير وكان يستوطن نيوزيلاندا. أكبر جنسان له هما من نوع Dinornis robustus وDinornis novaezelandiae، ويصل طولهما إلى 3,6 متر (12 قدم)، ويزن 250 كيلوجرام.
تصنف طيور الموا من جنس النعاميات، والسلالات التسع له لا تمتلك أجنحة، وهي تفتقر الأجنحة الصغيرة التي تمتلكها النعامة، كانت هذه الطيور هي المهيمنة في البيئة الطبيعية لنيوزيلاند، وحتى أتى الماوري كانت تُصاد فقط عن طريق عقاب هاآست، ويعتقد أن جميع الأنواع صِيدت في عام 1500م وكان ذلك بسبب اصطياد الماوري لها.

## التصنيف

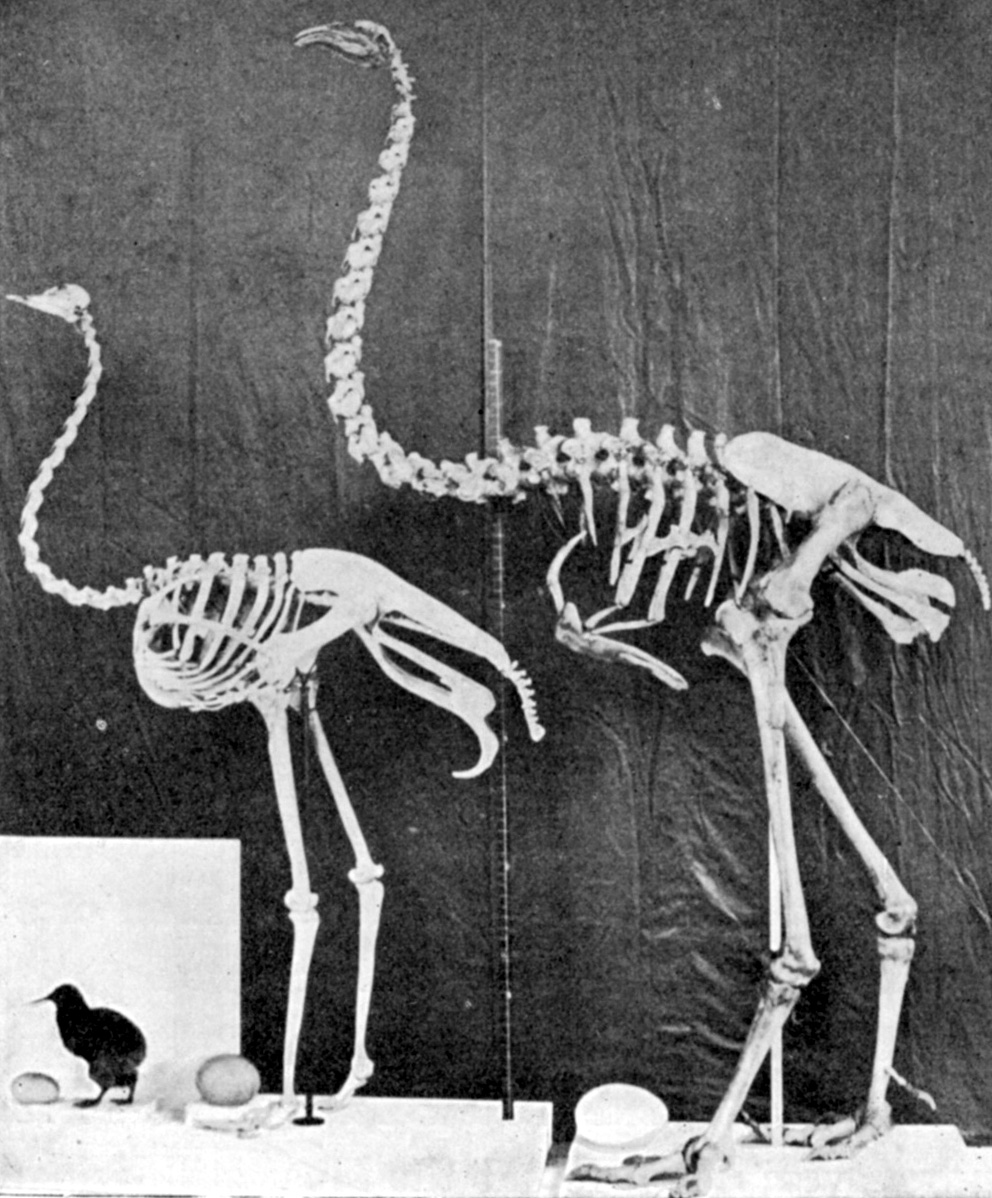
مقارنة بين طائر الكيوي، نعامة، وموا عملاق، وكل بيضة لكل نوع

يعتبر الطائر الكيوي هو الأقرب إلى عائلة الموا، والمقارنة في الدنا يضيف أنهما قريبان لطائر الإميو الأسترالي وطائر الكاسوواري.
صياد ماهر للفرائس، وقليلًا ما يتحرك هو كائن ليلي، ينشط خاصة بالليل، كما أنه طائر خجول تجاه البشر.(1)
بالرغم من أن الكثير من الأنواع صنفت في القرن التاسع عشر والعشرون، كانت معظمها يستدل عنها عن طريق العظام وأتضح أن هذه العظام هي مجرد مرادفات للجسم الأصلي. حالياً، عشرة أنواع معترف بهم رسمياً، على الرغم من الدراسات التي أجريت مؤخرا باستخدام الحمض النووي القديم من العظام في المتحف تشير إلى أن مجموعات متمايزة حيث النسب الموجودة داخل بعض هذه العظام، وأحد العوامل التي أدت إلى الالتباس في تصنيف كائن الموا هي أعمار عظامه المتفاوتة، بين العصور الجليدية والجليدية الداخلية، فضلا عن ازدواج الشكل الجنسي وهو دليل وجود أشكال عدة له. وكان الموا العملاق هو أكثر نوع فيه ازدواج جنسي، والإناث للموا العملاق هي أطول بنسبة 150% وأثقل 280% من الذكر وهو ما جعلهم يصنفونها كأجناس مختلفة إلى عام 2003.

## الإقليم الطبيعي
التحاليل الأحفورية لعظام الموا؛ كشفت الأقاليم المميزة لهذا الطائر:

### الجزيرة الجنوبية
الأنظمة الطبيعية للطائر تصنيف كالآتي:
1. أقليم ذا الأمطار الساحلية الغزيرة وهي غابات تتضمن نوعي Anomalopteryx didiformis وDinornis robustus.
2. المناطق التي تتضمن الأمطار الخفيفة التي تأتي من الألب تتضمن أنواع: Pachyornis elephantopus, Euryapteryx gravis, Emeus crassus وDinornis robustus.

### الجزيرة الشمالية
إلى حد الآن، لا يعرف الكثير عن الإقليم الشمالي بسبب ندرة الأحافير فيه، إلا أن النمط الأساسي للموجود هو نفسه. ويعرف أن وجود الطائر كان مقتصراً على جزيرة واحدة إلا أن ممراً برياً عبر مضيق كوك أدى إلى مرورها.

## وصف الطائر
رأسه يشبه الحذاء، منقاره كبير جدًا ومعقوف، لديه جناحين طويلين.لون ريشه بني يشبه لون الشعر يغطي الشعر جسمه بالكامل ما عدا عظام القدم والرأس. صياد ماهر للفرائس، وقليلًا ما يتحرك هو كائن ليلي، ينشط خاصة بالليل، كما أنه طائر خجول تجاه البشر.

## مكان عيشه
كانت هذه الطيور تعيش في المستنقعات التي كانت خالية تمامًا من الحيوانات المفترسة، وكانت تلك الجزيرة بيئة مثالية لها.

## الطيران والهيكل العظمي
كانت طيور الموا غير قادرة على الطيران، وكانت تمتلك عظامًا قصيرة لا تمتد إلى الجزء الخلفي من الجسم.

## الانقراض

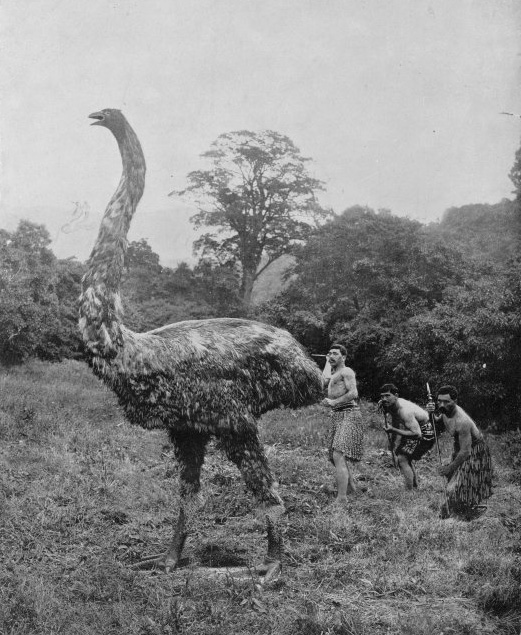
استرجاع اصطياد الموا في أوائل القرن العشرين (فيلم).

كان المفترس الوحيد لهذا الطائر هو صقر هاآست، إلى أن جاء المستوطنون البشر. أتى الماوري إلى الجزيرة قبل 1300م وبعد ذلك بفترة قيدت الموا بجميع أنواعها إلى الأنقراض بسبب الصيد الجائر، والانقراض الأصغر لها هو هو أختفاء الغابات. يعتقد أن جميع هذه الطيور أنقرضت في عام 1400م، مع صقر هاآست، الذي كان يعتمد على الموا كطعام له. باستعمال الكربون أثبت أن هذه الحيوانات لم تستمر أكثر من سنة من العهد المحدد.
كن البعض يعتقد ان مجموعات صغيرة من الموا كانت لا زالت موجودة حتى القرنين الثامن عشر وأوائل القرن التاسع عشر. كما أن البحارة تحت قيادة جيمس كوك شاهدوا بعض منها، كما يلفت الانتباه الوضع الحالي لريش هذه الطيور المحافظ عليه. تحويل الغابات والمستنقعات إلى أراضي زراعية، وهو يعيش في المناطق ويصعب عليه عيش وتأقلم في غيرها ولذلك هو مهدد بالانقراض. وحسب المعلومات المعطاة من جمعية حماية الطيور في الفترة الحالية لم يبقى سوى 8000 طائر فقط.

## التزاوج
يفضل العيش منفردا، ولا يجتمع مع أي من فصيلته إلا في فترة التزاوج، ثم يعود بعدها إلى العزلة. في فترة التزاوج، يتواصل الذكر مع الأنثى عن طريق الصوت على عكس هيئته المخيفة، فهو هادئ الطباع.
التزاوج يتم عادة في موسم الصيف والجفاف، وذلك لتجنب تضرر الأعشاش بسبب الأمطار أو انجرافها بسبب السيول، من جهة أخرى يفضل هذا الطائر بناء أعشاشه في المستنقعات، وعادة ما تضع أنثى طائر بجع الموت بيضتان إلى ثلاثة بيضات. وتستمر فترة حضانة البيض 30 يوما، بحيث أن الذكر والأنثى معا يتناوبان على رعاية وحراسة البيض.